# Папа Пије XII
Папа Пије XII (лат. Pius XII; Рим, 2. март 1876 — Кастел Гандолфо, 9. октобар 1958), право име: Еуђенио Пачели, рођен је у Риму, у аристократској породици. Био је папа од 1939. до своје смрти 1958. године. У римокатоличкој цркви покренут је процес његове беатификације.

## Биографија
Папа Пије XII – световним именом Еуђенио Пачели (Eugenio Pacelli) је рођен у Риму 1876; мајка му је била племкиња Вирђиниа Грациози (Virginia Graziosi), а отац адвокат Филипо Пачели (Filippo Pacelli), римски патрициј. Млади Еуђенио, одлучан, аскетски, чврст, је брзо напредовао у студијама на папинској универзи Грегориана. Са 23 године је био заређен за свештеника и брзо је почео дипломатску и куријску каријеру захваљујући кардиналу Гаспарију, који га је укључио у реформу кодекса Канонског права.
У Ватикану се чува његова архива која је постала доступна историчарима 2. марта 2020. године. Првим истраживањима откривено је да је био упознат са убиствима која су се одвијала у Другом светском рату.